# Исор
Исо́р (фр. Issor) — коммуна во Франции, находится в регионе Аквитания. Департамент — Атлантические Пиренеи. Входит в состав кантона Олорон-Сент-Мари-1. Округ коммуны — Олорон-Сент-Мари.
Код INSEE коммуны — 64276.

## География
Коммуна расположена приблизительно в 680 км к югу от Парижа, в 195 км южнее Бордо, в 33 км к юго-западу от По.
По территории коммуны протекает река Гав-де-Лурдьос.

### Климат
Климат тёплый океанический. Зима мягкая, средняя температура января — от +5°С до +13°С, температуры ниже −10 °C бывают редко. Снег выпадает около 15 дней в году с ноября по апрель. Максимальная температура летом порядка 20-30 °C, выше 35 °C бывает очень редко. Количество осадков высокое, порядка 1100 мм в год. Характерна безветренная погода, сильные ветры очень редки.

## Население
Население коммуны на 2010 год составляло 253 человека.
| 1962 | 1968 | 1975 | 1982 | 1990 | 1999 | 2010 |
| ---- | ---- | ---- | ---- | ---- | ---- | ---- |
| 334  | 290  | 241  | 247  | 240  | 262  | 253  |

## Администрация
| Период | Период | Фамилия         | Партия                                            | Примечания |
| ------ | ------ | --------------- | ------------------------------------------------- | ---------- |
| 1995   | 2014   | Жан-Жак Казоран | Охота, рыбалка, природа, традиции → Разные правые |            |
| 2014   | 2020   | Мишель Лога     |                                                   |            |

## Экономика
В 2010 году среди 169 человек трудоспособного возраста (15—64 лет) 119 были экономически активными, 50 — неактивными (показатель активности — 70,4 %, в 1999 году было 74,4 %). Из 119 активных жителей работали 110 человек (64 мужчины и 46 женщин), безработных было 9 (4 мужчины и 5 женщин). Среди 50 неактивных 9 человек были учениками или студентами, 26 — пенсионерами, 15 были неактивными по другим причинам.

## Достопримечательности
- Приходская церковь Святого Иоанна Богослова (XVII век).[4]

## Фотогалерея
- Мэрия
- Церковь Св. Иоанна Богослова
- Фронтон (площадка для игры в пелоту)
- Мост через реку Лабоо
- Река Лабоо